# 박중진
박중진(朴重鎭, 1951년 9월 18일 ~ )은 동양생명 대표이사를 지낸 대한민국의 금융인이다. 경기도 과천시 출신이다.

## 학력
- 경기고등학교
- 서울대학교 경제학과 경제학 학사
- 조지 워싱턴 대학교 대학원 경영학 석사

## 경력
- 현대건설 과장
- 현대중공업 차장
- 동양증권 부장
- 동양생명보험 이사
- 동양생명보헙 상무
- 동양생명보험 전무
- 동양생명보험 부사장
- 동양종합금융 대표이사 사장
- 동양종합금융증권 부회장
- 동양생명 대표이사 부회장
- 효성그룹 사외이사